# Han (rapero)
Han Ji-sung (hangul: 한지성; Incheon, 14 de septiembre de 2000), más conocido como Han (한), es un rapero, cantante, compositor y productor surcoreano. Es popularmente conocido por ser miembro del grupo Stray Kids. Además, forma parte del trío de hip-hop 3Racha bajo el pseudónimo J.One.

## Biografía y carrera

### 2000-2018: Primeros años e inicios en su carrera musical
Han nació el 14 de septiembre de 2000 en Incheon, Corea del Sur y tiene un hermano mayor. Durante mucho tiempo vivió en Malasia, donde se graduó del instituto. Volvió a Corea del Sur para seguir su sueño y convertirse en un idol. Cuando Han regresó a su país natal, acordó con sus padres que, si no lograba ser aceptado en ninguna empresa en un plazo de un año, regresaría y continuaría sus estudios en Malasia.
Hizo una audición para JYP Entertainment por accidente. Según Han, la idea de ir a esa audición fue de su amigo, con el que fueron juntos a audiciones para otras compañías. En el grupo de jóvenes con el que acudió a la sala donde se hacían las audiciones, Han era el único que rapeaba. Y entonces le pidieron que regresara para una segunda audición.
A finales de 2016, pasó a formar parte de la unidad 3Racha junto con Bang Chan (CB97) y Changbin (SpearB). En ese momento, Han usó el seudónimo J.One. El 18 de enero de 2017, el trío lanzó su primer mixtape J:/2017/mixtape en SoundCloud. En agosto de 2017, se anunció que JYP junto con Mnet estaban preparando un nuevo reality show, que tenía como objetivo formar un grupo de chicos. La peculiaridad de este programa fue que desde el principio el grupo ya estaba formado y el objetivo de los chicos era debutar con nueve integrantes. Han debutó como integrante de Stray Kids con el lanzamiento del EP I Am Not el 25 de marzo de 2018. Al igual que algunos de sus compañeros de grupo, Han decidió utilizar un nombre artístico. Explicó que la sílaba «Han» era la favorita de su nombre, por lo que decidió elegirla como nombre artístico.
El 16 de diciembre de 2019, JYP Entertainment emitió un comunicado sobre la salud de Han y los cambios en su próxima agenda. Dijo que tenía síntomas de trastorno de ansiedad y se sentía tenso cuando estaba en grandes aglomeraciones de personas.

### 2020-presente: Actividades en solitario
Tras regresar de su descanso, Han lanzó su primera canción en solitario titulada «Closer», el 8 de mayo de 2020 como parte del proyecto SKZ-Player. La letra de esta canción se inspiró en una escena al comienzo de la película Closer de 2004, donde una joven se encuentra con un apuesto extraño en las calles de una ciudad llena de gente.
«I Got It» fue su segunda canción en solitario, lanzada el 6 de noviembre de 2020 como parte de SKZ-Record. El título de la pista tiene una pronunciación similar a la expresión coreana «Egari» (에가리).
El 19 de mayo de 2021, fue invitado con sus compañeros Lee Know y Seungmin en Day6 Kiss The Radio, presentado por Young K de Day6. Seguida por otra aparición con Lee Know el 5 de junio como reemplazo de Seungmin.
Posteriormente, Han junto con los otros integrantes de 3Racha, apareció en el programa Loud para colaborar con los aprendices el Equipo JYP. Junto con Yoon Min, Cho Doo-hyun, Lee Gye-hun, Mitsuyuki Amaru, Okamoto Keiju y Lee Dong-hyeon, interpretaron la canción «Back Door».

## Discografía

### Canciones
| Título                                                                            | Año                    | Mejor posición         | Ventas                 | Álbum                  |
| Título                                                                            | Año                    | COR                    | Ventas                 | Álbum                  |
| Como artista principal                                                            | Como artista principal | Como artista principal | Como artista principal | Como artista principal |
| --------------------------------------------------------------------------------- | ---------------------- | ---------------------- | ---------------------- | ---------------------- |
| «Close»                                                                           | 2020                   | —                      | N/A                    | SKZ-Replay             |
| «Alien» (쇇계인)                                                                  | 2021                   | —                      | N/A                    | SKZ-Replay             |
| «Happy»                                                                           | 2021                   | —                      | N/A                    | SKZ-Replay             |
| «Run»                                                                             | 2023                   | —                      | N/A                    | SKZ-Replay             |
| «Volcano»                                                                         | 2023                   | —                      | N/A                    | N/A                    |
| «Hold my Hand»                                                                    | 2024                   | —                      |                        | HOP                    |
| «–» indica que el lanzamiento no fue lanzado o no se posicionó en ese territorio. |                        |                        |                        |                        |

## Filmografía

### Programas de televisión
| Año  | Título                 | Cadena | Nota(s)    |
| ---- | ---------------------- | ------ | ---------- |
| 2017 | Stray Kids             | Mnet   | Competidor |
| 2020 | King of Mask Singer    | MBC    | Competidor |
| 2021 | Kingdom: Legendary War | Mnet   | Ganador    |
| 2021 | Loud                   | SBS    | Invitado   |
| 2022 | LeeMujin Service       | KBS    | Invitado   |